# Duncan Jones (réalisateur)
Pour les articles homonymes, voir Duncan Jones et Jones.
Duncan Zowie Haywood Jones, né le 30 mai 1971 à Beckenham dans le borough de Bromley (Angleterre), est un réalisateur et scénariste britannique.
Il est le fils du chanteur David Bowie et Angela Barnett.

## Biographie

### Jeunesse et formation
Duncan est le seul enfant issu du mariage entre David Bowie (David Robert Jones pour l'état civil) et sa première épouse, l'ex-mannequin américano-chypriote Angela Barnett. Il est né à l'hôpital de Beckenham à South London. La naissance de son fils inspirera à Bowie la chanson Kooks de son album Hunky Dory (1971).

### Famille
Duncan Jones est le demi-frère d'Alexandria « Lexi » Jones (née en 2000), issue du second mariage de son père avec le mannequin Iman Abdulmajid, ainsi que de Stacia Larranna Celeste Lipka (née en 1980), issue de la relation entre sa mère et le musicien Drew Blood (né Andrew Lipka).
Duncan Jones passe une grande partie de son enfance à Londres, Berlin et Vevey où il suit les premières années d'école primaire à la Commonwealth American School. Quand David et Angela divorcent en février 1980, David Bowie obtient la garde de Duncan Jones, alors âgé de neuf ans. Il rend alors visite à sa mère pendant les vacances scolaires. À quatorze ans, il entre à l'internat de Gordonstoun.
Appelé Zowie pendant son enfance, il décide d'être appelé « Joey », il utilise ce surnom quelque temps avant de le raccourcir en « Joe » à la fin de l'adolescence.

### Parcours
En 1995, il obtient son diplôme de philosophie du College of Wooster (en) et poursuit ses études par un doctorat à l'Université Vanderbilt dans le Tennessee mais abandonne en cours de cursus pour entrer à la London Film School, dont il sortira réalisateur. Grand fan de science-fiction, il grandit en regardant des films comme 2001, l'Odyssée de l'espace, Alien, Outland ou encore Silent Running, qu'il considère comme l'âge d'or de la SF.
Dans son désir de faire du cinéma, il commence à travailler comme opérateur avec Tony Scott et réalise en parallèle quelques clips vidéo.

### Révélation critique

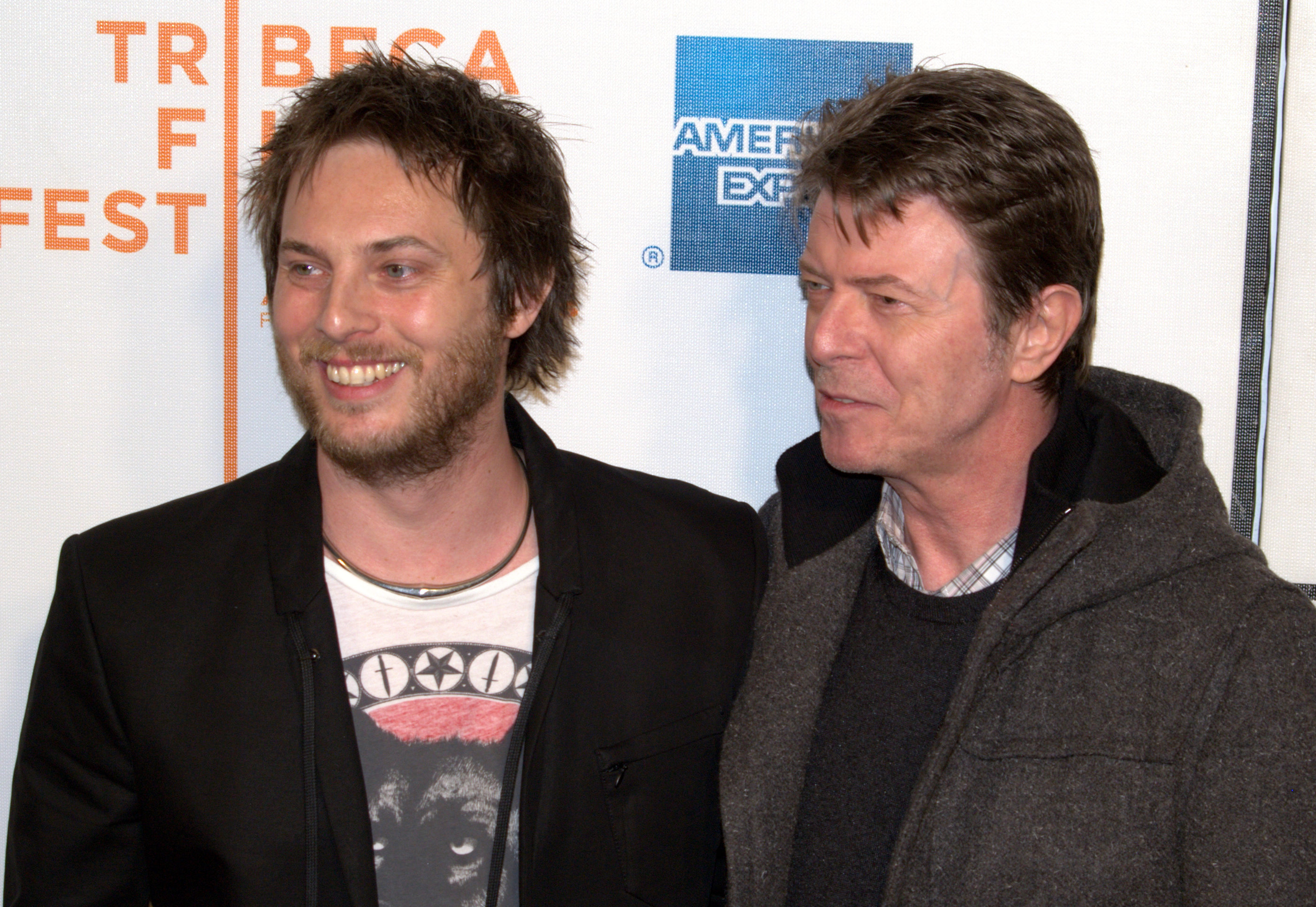
Duncan Jones et son père David Bowie lors de la première de Moon, au TribeCa Film Festival 2009.

Après un premier court métrage en 2002, Whistle, il obtient la direction d'un projet indépendant à faible budget. Avec seulement cinq millions de dollars, il tourne Moon. Le film obtient de très bonnes critiques au festival de Sundance. En France, le film ne sort pas en salles, mais est présenté lors du festival du film fantastique de Gérardmer, où il obtient le Prix du jury et le prix de la critique. Le film est également nommé pour sept British Independent Film Awards et où il en gagna deux en tant que réalisateur. Il est également nommé pour deux prix à la 63e cérémonie des British Academy Film Awards en 2010, et en gagna un. Il y eut dix-neuf autres nominations et récompenses pour le film, de la part de divers festivals et organismes.
Il est l'un des nombreux cadreurs présents à la très médiatique fête du cinquantième anniversaire de son père organisée par Tim Pope au Madison Square Garden, ainsi que pour deux concerts au Roseland Ballroom à New York en juin 2000. Il est également le réalisateur des cinématiques du jeu de simulation politique Republic: The Revolution et prend en charge certains éléments du script du jeu.
Il dirige en 2006 la campagne publicitaire pour la marque French Connection. Le concept Fashion vs Style (« Mode contre Style ») avait pour objectif la dynamisation de la marque que les stylistes considéraient comme étant à bout de souffle,. La campagne démarre fin février 2006 ; le spot met en scène deux femmes (représentant respectivement la mode et le style) se battant puis s'embrassant brièvement. Cette publicité engendra le dépôt de cent-vingt-sept plaintes à l'Advertising Standards Authority, mais celles-ci ne furent suivies d'aucune action pénale.

### Carrière hollywoodienne

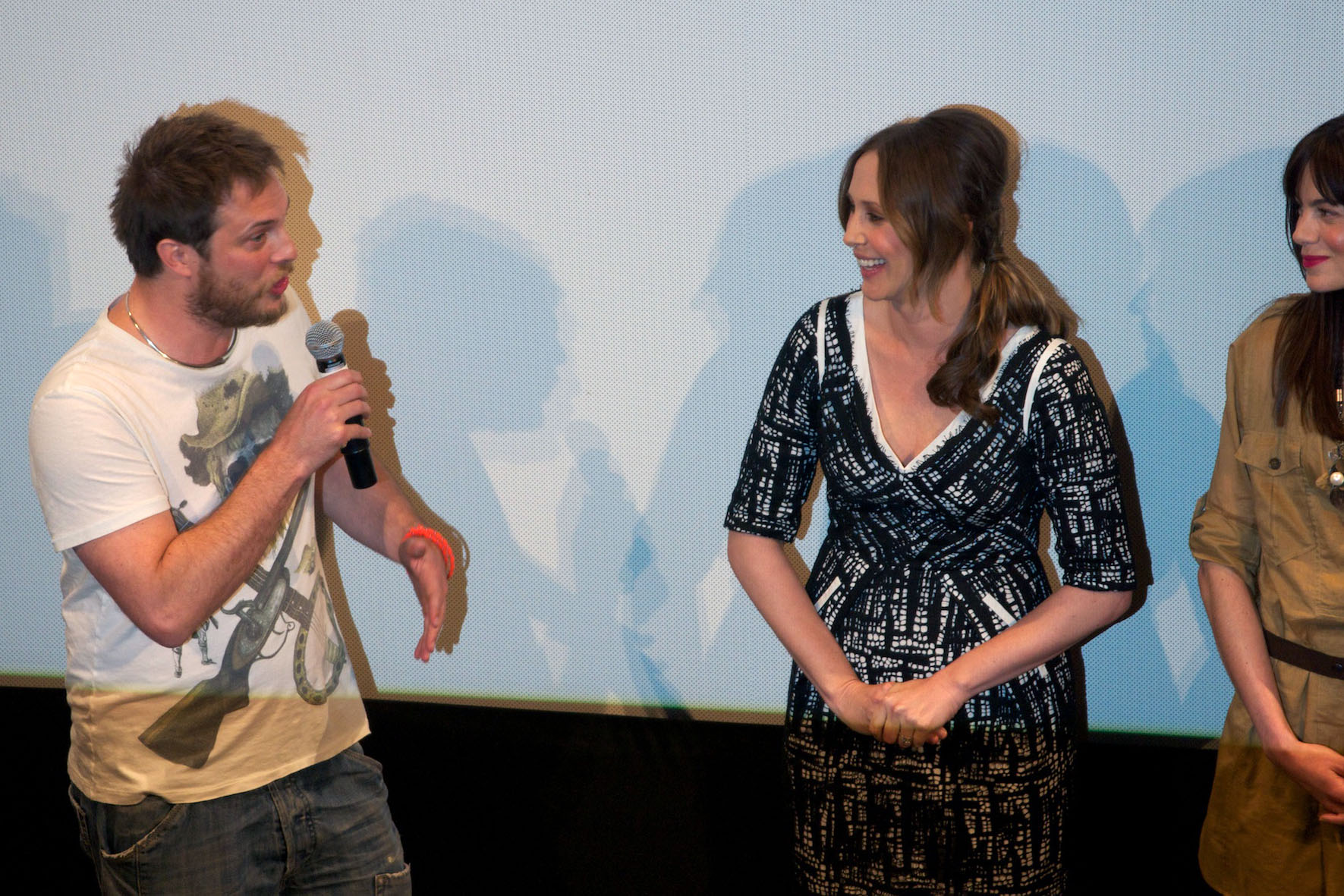
Le cinéaste aux côtés de ses actrices Vera Farmiga, et Michelle Monaghan, à la première de Source Code, au SXSW 2011.

Jones réalise ensuite son second long métrage, Source Code, un thriller de science-fiction produit par Mark Gordon et sorti en avril 2011. Jake Gyllenhaal y tient le rôle principal.
Le succès critique et commercial du film déclenche la mise en chantier d'une suite. D'abord envisagée sous forme de série télévisée, elle se fera finalement au cinéma, sous la direction de Anna Foerster, la réalisatrice de Underworld: Blood Wars (2017). Cette dernière a été choisie par le producteur de la franchise, Mark Gordon.
Jones est quant à lui attaché à un projet plus ambitieux commercialement : le 30 janvier 2013, Blizzard annonce qu'il sera le réalisateur de l'attendue adaptation cinématographique Warcraft : Le Commencement, produit par Activision Blizzard et Legendary Pictures. Le blockbuster sort courant 2016 et récolte plus de 430 millions de dollars de recettes dans le monde, surtout grâce à la Chine. La déception critique et commerciale du film compromet les chances d'une suite.
Malgré son intérêt pour poursuivre la trilogie amorcée par le premier Warcraft, Jones se concentre alors sur un autre projet de suite : Mute, prolongation de l'univers créé par son premier long, Moon. Le film est sorti en 2018. Il met en scène Alexander Skarsgård dans le rôle de Leo, un barman muet à la recherche de sa femme disparue. Paul Rudd incarne quant à lui un mystérieux chirurgien, alors que Sam Rockwell reprend son rôle de Sam Bell.
En juillet 2018, il annonce par le biais de Twitter qu'il va adapter le comics Rogue Trooper en long-métrage.

### Vie privée
Le 6 novembre 2012, il épouse en hâte sa compagne Rodene Ronquillo, alors atteinte d'un cancer du sein. Le 10 juillet 2016, six mois jour pour jour après le décès de son père, il accueille son premier enfant, un petit garçon baptisé Stenton David Jones. Il a ensuite une petite fille, qu'il prénomme Zowie en hommage à son père.

## Projets
Il était annoncé en 2009 qu'il réaliserait l'adaptation du livre Escape from the Deep: The Epic Story of a Legendary Submarine and Her Courageous Crew d'Alex Kershaw (en), mais sur Twitter Duncan Jones déclare qu'il n'en est plus question et qu'il préfère se consacrer à deux autres projets dont Mute.

## Filmographie
- 2002 : Whistle (court métrage)
- 2009 : Moon
- 2011 : Source Code
- 2016 : Warcraft : Le Commencement (Warcraft: The Beginning) (également coscénariste)
- 2018 : Mute

## Distinctions

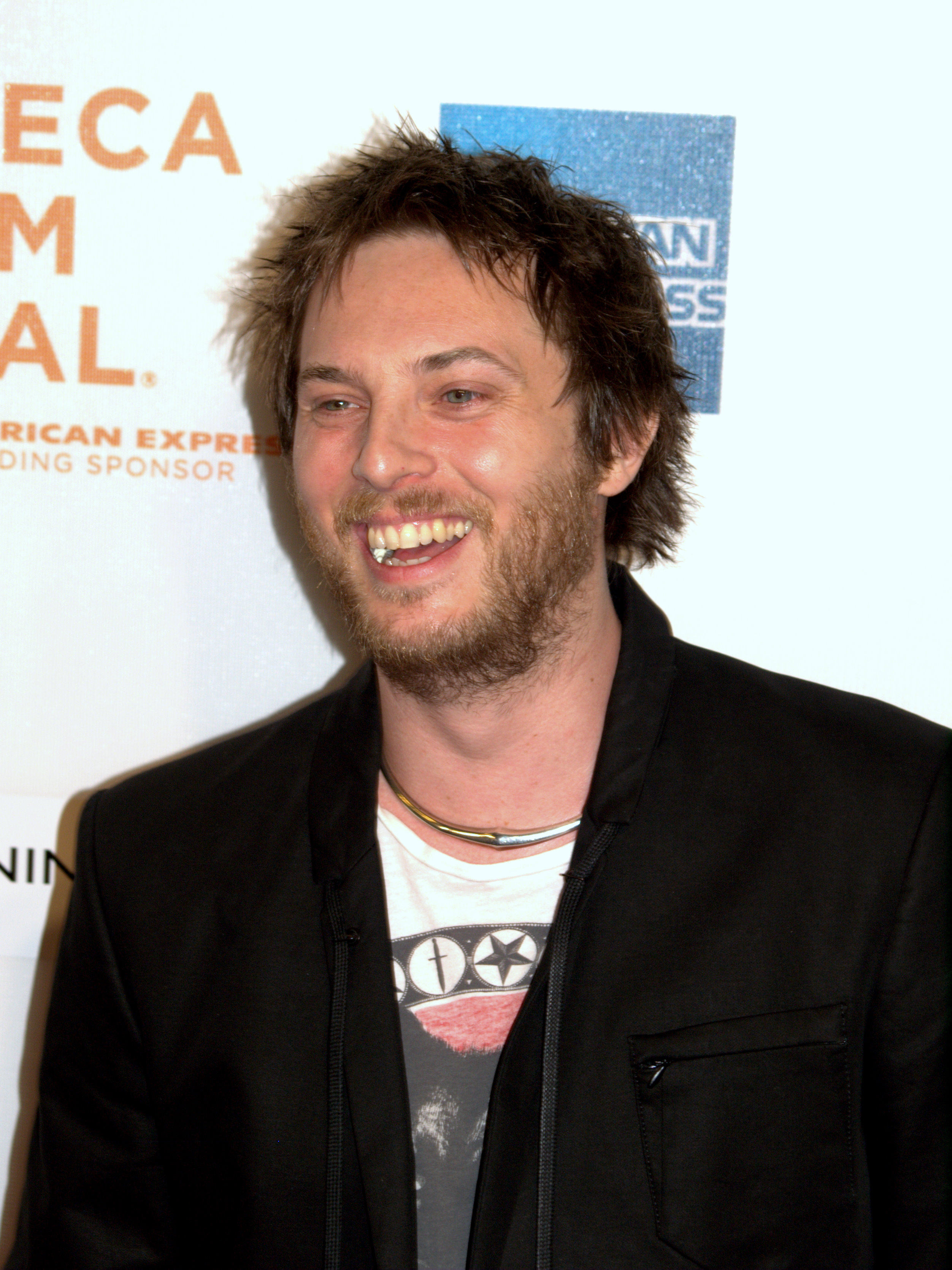
Le réalisateur au TribeCa Film Festival 2009, pour la présentation de Moon.

### Récompenses
2009 :
- Meilleur film et Douglas Hickox Award aux British Independent Film Awards pour Moon[3]
- Golden Athena Award au Festival international du film d'Athènes pour Moon[19]
- Prix coup de cœur au Festival du film britannique de Dinard pour Moon[20]
- Meilleur nouveau film britannique au Festival international du film d'Édimbourg pour Moon[21]
- Meliès d'argent au Espoo Ciné International Film Festival (Finlande) pour Moon[22]
- « Spotlight reward for Best Directorial Debut » du National Board of Review pour Moon[23]
- Meilleur film au Festival international du film de Catalogne pour Moon[24]
- Mention « film à surveiller » aux Phoenix Film Critics Society awards pour Moon[25]

2010 :
- Prix du jury et prix du public au festival du film fantastique de Gérardmer pour Moon[26].
- BAFTA du meilleur premier film pour un réalisateur, scénariste ou producteur pour Moon[4]
- Meilleur espoir aux London Critics Circle Film Awards pour Moon[27]

### Nominations
2009 :
- British Independent Film Award du meilleur réalisateur[3]
- Réalisateur le plus prometteur aux Chicago Film Critics Association Awards pour Moon[28]

2010 :
- BAFTA du meilleur film britannique pour Moon[4]
- Meilleur réalisateur et meilleur film aux London Critics Circle Film Awards pour Moon[27]